# Bob Sauvé
Robert F. „Bob“ Sauvé (* 17. Juni 1955 in Sainte-Geneviève, Québec) ist ein ehemaliger kanadischer Eishockeytorwart, der von 1976 bis 1989 für die Buffalo Sabres, Detroit Red Wings, Chicago Blackhawks und New Jersey Devils in der National Hockey League spielte.

## Karriere
Während seiner Juniorenzeit bei den Laval National in der QMJHL spielte er zusammen mit Mike Bossy. Beim NHL Amateur Draft 1975 waren die Buffalo Sabres auf Torwartsuche und wählten gleich drei Torhüter aus, davon war Sauvé als 17. in der ersten Runde der erste der drei gewählten. Es folgte unter anderem noch Don Edwards in der fünften Runde. Auch beim WHA Amateur Draft 1975 zählte er zu den interessantesten Torhütern. Die Cincinnati Stingers sicherten sich die Rechte an ihm in der zweiten Runde als 16.
Seine Karriere bei den Senioren begann er in der AHL bei den Providence Reds und durfte in der Saison 1975/76 auch für vier Spiele im Trikot der Sabres auflaufen. Zur zweiten Saison zog das Farmteam um und spielte nun als Rhode Island Reds. Nachdem man vom anderen AHL-Farmteam, den Hershey Bears, Don Edwards zu den Sabres geholt hatte, übernahm Sauvé dessen Platz in Hershey. Nachdem Edwards im Vorjahr fast alle Spiele für die Sabres bestritten hatte, entschied man nach guten Leistungen im Trainingslager zur Saison 1978/79, ihn durch Sauvé zu unterstützen. Er verletzte sich jedoch zu Saisonbeginn am Finger. Eine Verletzung von Edwards brachte ihn zurück in den Kader und mit 29 Spielen konnte er am Ende der Saison erstmals auf eine nennenswerte Zahl an NHL-Partien zurückblicken. Noch besser lief das darauffolgende Jahr, als er zusammen mit Edwards 1980 die Vezina Trophy gewann.
Zur Saison 1980/81 kam sein jüngerer Bruder Jean-François Sauvé in den Kader der Sabres. Im Dezember 1981 wurde Bob an die Detroit Red Wings abgegeben und war dort Stammtorwart, doch nach Ende der Saison kehrte er zu den Sabres zurück, da man Edwards nach Calgary abgegeben hatte. Nach der Saison 1982/83, in der er die Nummer eins in Buffalos Tor war, kam mit Tom Barrasso ein überragender Nachwuchstorwart in den Kader der Sabres. Zusammen gewannen die beiden 1985 die William M. Jennings Trophy.
Zur Saison 1985/86 wechselte er zu den Chicago Blackhawks, bei denen er für zwei Jahre als Nummer eins blieb. Ab der Saison 1987/88 trug er das Trikot der New Jersey Devils. In seinem zweiten Jahr wurde er von Sean Burke verdrängt und beendete mit 33 Jahren seine Karriere.
Viel Weitblick bewiesen die Herausgeber des Jahrbuchs der Buffalo Sabres 1980/81. Hier berichtete man von der Geburt seines Sohnes Philippe Sauvé und sagte diesem eine mögliche Karriere als Torwart voraus. 2003 debütierte er im Tor der Colorado Avalanche und schaffte tatsächlich den Sprung in die NHL.

## Sportliche Erfolge

### Persönliche Auszeichnungen
- QMJHL First All-Star Team: 1974
- Vezina Trophy: 1980 (gemeinsam mit Don Edwards)
- William M. Jennings Trophy: 1985 (gemeinsam mit Tom Barrasso)